# Aphanocephalus decoomani
Aphanocephalus decoomani is een keversoort uit de familie Discolomatidae. De wetenschappelijke naam van de soort is voor het eerst geldig gepubliceerd in 1954 door John.